# Год
Год — внесистемная единица измерения времени, которая исторически в большинстве культур означала однократный цикл смены сезонов (весна, лето, осень, зима). В большинстве стран календарная продолжительность года равна 365 или 366 суткам, 12 месяцам, начинается 1 января и заканчивается 31 декабря. В настоящее время год употребляется также в качестве временной характеристики обращения планет вокруг звёзд в планетарных системах, в частности Земли вокруг Солнца.

## Этимология
Русское слово «год» восходит к праслав. *godъ (ср. ст.‑слав. годъ «время, год»). Лексема *godъ соотносится или, возможно, происходит от праслав. *goditi — «угождать, удовлетворять». Поэтому первоначально *godъ означало большей частью «случай, повод, подходящее время» и лишь затем стало применяться в значении «время вообще». Самостоятельной этимологии *godъ, очевидно, не имеет, и весьма сомнительны теории, что оно происходит из германских языков, якобы от готского *dogъ (родственного немецкому Tag — «день») путём метатезы. Также маловероятны теории, сравнивающие *godъ с греческим αγαθóς — «хороший» или древнеиндийским gádhyas — «тот, кого нужно крепко держать». Праславянское *godъ в отличие от *goditi практически не имеет соответствий в индоевропейских языках.
Употребление во множественном числе слова «лет» связано со значением, которое в древнерусском языке (с XI века) и старославянском языке имело слово лѣто — «время вообще», «год», «лето (время года)». Происхождение слова лѣто определённо не выяснено.
Английский вариант слова «год», year, восходит к уэссекскому древнеанглийскому gē(a)r (jɛar) и далее к прагерманскому *jǣram (*jēram). Родственными словами являются немецкое Jahr, древневерхненемецкое jar, древнескандинавское ár и готское jer, которые все восходят к праиндоевропейскому *yērom «год, сезон». Другими соответствиями являются авестийское yare «год», древнегреческое ὥρα «год, сезон, период времени» (откуда hour «час», через латинское hōra и старофранцузское houre), старославянское jaru и латинское hornus «этого года».
Латинское Annus (существительное мужского рода второго склонения; annum — винительный падеж, единственное число; anni родительный падеж единственное число и множественное число именительный падеж; anno единственное число дательного и творительного падежей) происходит от праиндоевропейского существительного *at-no-, от которого также пошло готское aþnam «год».
И *yē-ro- и *at-no- основаны на корнях, выражающих движение, *at- и *ey- соответственно, оба они означают в общем случае «идти».
В греческом языке слово, обозначающее «год», έτος, родственно латинскому vetus «старый» (ср. русское «ветхий, ветошь»), из праиндоевропейского *wetus- «год», сохранившего это значение в санскрите: IAST: vat-sa- «годовалый (телёнок)» и IAST: vat-sa-ras «год».
От латинского annus произошло несколько русских слов, таких как миллениум, аннуитет и пр.

## Астрономические и календарные определения года
Астрономические определения года основываются на периоде между повторениями различных астрономических событий, связанных с орбитальным движением Земли вокруг Солнца. Эти периоды, выраженные в сутках, представляют собой вещественные числа, то есть не содержат целого числа суток. Календарные годы, наоборот, должны содержать только целое количество суток — для обеспечения хозяйственной деятельности.

### Астрономические годы
Ниже приведены определения различных видов года, использующихся в астрономии. Под сутками везде понимаются эфемеридные сутки, составляющие 86 400 секунд СИ, привязанных к атомному времени. Это уточнение необходимо, поскольку существует ряд различных определений суток, основанных на астрономических наблюдениях (средние солнечные сутки, звёздные сутки и т. п.). Символом Т обозначено время, прошедшее с эпохи J1900 (0 января 1900, 12 часов эфемеридного времени, то есть полдень по Гринвичу 31 декабря 1899 года) и выраженное в юлианских столетиях (36 525 эфемеридных суток). Указанные ниже изменения длительности различных годов, выраженные в виде зависимости от Т, работают лишь на протяжении относительно коротких промежутков времени (порядка нескольких столетий от начальной эпохи), пока эти зависимости можно приблизительно считать линейными.
- Тропический год — период движения среднего экваториального Солнца[6], за который его тропическая долгота увеличивается на 360 градусов, то есть на 1 оборот (тропическая долгота отсчитывается от точки среднего весеннего равноденствия). Именно этот период определяет смену времён года. Устаревшим, менее точным, но более понятным является определение тропического года как периода между двумя последовательными прохождениями Солнцем точки весеннего равноденствия. Тропический год медленно уменьшается примерно на 0,53 секунды за юлианское столетие. Его продолжительность на эпоху J1900 равнялась 31 556 925,9747 секунды СИ[7], или 365,24 219 878 суток; на эпоху J2000 (полдень 1 января 2000 года TT) продолжительность тропического года составляла 31 556 925,19 секунды, или 365,2 421 897 суток. Для любого момента времени, не слишком сильно удалённого от 1900 года, длительность тропического года можно выразить как (365,24 219 878 − 0,00 000 616 T ) суток или (31 556 925,9747 − 0,5307 T ) секунд СИ[8]; это означает, в частности, что тропический год в настоящее время уменьшается со скоростью 0,5307 секунды за столетие. Именно тропический год является периодом повторения сезонов и привязанных к ним природных явлений, важных в хозяйственной деятельности людей, поэтому большинство календарных систем стремятся установить среднюю длительность календарного года как можно более близкой к длительности тропического года.
- Сидерический год — период орбитального движения Земли вокруг Солнца в инерциальной системе отсчёта (относительно «неподвижных звёзд»). Он несколько длиннее тропического года (вследствие так называемого предварения равноденствий, вызванного прецессией земной оси); так, на эпоху J2000 разность между длительностями сидерического и тропического годов составляла 20 минут 24,5 секунды. Сидерический год изменяется гораздо медленнее тропического, причём он удлиняется (в настоящее время на 10 миллисекунд за столетие), а не укорачивается. Длительность сидерического года составляет aS = (365,25 636 556 + 0,00 000 011 T) суток, или (31 558 149,984 + 0,010 T) секунд СИ[8].
- Аномалистический год — период обращения Земли относительно точек её эллиптической орбиты, называемых апсидами — перигелия, где Земля находится ближе всего к Солнцу (3 января в 2011 г.), и афелия, где Земля наиболее удалена от Солнца (4 июля в 2011 году)[1]. Аномалистический год обычно определяется как время между прохождениями перигелия. Средняя продолжительность аномалистического года в эпоху J2011,0 составляла 365,259 636 суток (365 сут 6 ч 13 мин 52,6 с). Для момента Т, отсчитываемого в юлианских столетиях от эпохи J1900,0, длительность аномалистического года можно вычислить по формуле aA = (365,25 964 134 + 0,00 000 304 Т) суток[8]; это означает, в частности, что аномалистический год в настоящее время увеличивается со скоростью 0,263 секунды за столетие. Аномалистический год отличается от сидерического года вследствие медленного векового поворота линии апсид, вызванного возмущениями от планет и, в гораздо меньшей степени, эффектами общей теории относительности.
- Драконический (или затменный) год — период между прохождениями среднего Солнца через восходящий узел лунной орбиты — равен aD = (346,620 031 + 0,000 032 Т) суток[8] (увеличивается на 2,8 секунды за столетие). В течение драконического года происходят два сезона солнечных и лунных затмений[англ.] — один сезон затмений в начале (конце) года, другой в его середине, когда Солнце на небесной сфере находится вблизи нисходящего узла лунной орбиты. Существенное отличие драконического года от сидерического связано с относительно большой скоростью прецессии лунной орбиты (период прецессии, так называемый драконический период, равен всего 18,6 года).

Таким образом, и аномалистический, и тропический, и драконический годы определены в неинерциальных системах отсчёта, вращающихся с различными угловыми скоростями по отношению к инерциальной системе, в которой определён сидерический год.

### Календарные годы
Календарный год в григорианском и юлианском календарях равен 365 суткам в невисокосные годы и 366 суткам в високосные годы. Средняя же продолжительность года составляет 365,2425 суток для григорианского календаря и 365,25 суток — для юлианского.
Календарный год в исламском календаре содержит 353, 354 или 355 суток — 12 лунных месяцев. Средняя продолжительность года — 354,37 суток, что заметно меньше тропического года, и поэтому мусульманские праздники «кочуют» по временам года.
Календарный год в еврейском календаре содержит 353, 354 или 355 суток в простом году и 383, 384 или 385 суток в високосном году. Средняя продолжительность года — 365,2468 суток, что близко к тропическому году.
В связи с тем, что параметры орбиты Земли и ориентация её оси вращения по отношению к эклиптике медленно изменяются со временем, эти определения года слегка отличаются. Ситуация усложняется, если определение года привязывается к суточному вращению Земли относительно Солнца (солнечные календари) или к взаимному положению Луны и Солнца относительно Земли (лунно-солнечные календари). Поскольку период обращения Земли вокруг Солнца (в любом определении), средний период осевого обращения Земли по отношению к Солнцу (средние солнечные сутки) и периоды обращения Луны вокруг Земли (сидерический, синодический, драконический месяцы) не соотносятся в точной пропорции, во всех существующих календарях приходится вводить те или иные поправки (високосные дни, дополнительные месяцы и т. п.), чтобы сохранить соизмеримость единиц счёта времени, основанных на природных астрономических циклах (года, лунного месяца, солнечных суток).

## История
Измерять время стали с древнейших времён, для чего использовались события, повторяющиеся с определённой периодичностью. Смена дня и ночи позволила людям отсчитывать сутки, смена фаз Луны — месяцы, а смена времён года — годы. Людьми было создано множество способов отсчёта временных промежутков. Это разнообразие объясняется тем, что между главными единицами отсчёта не существовало строгих соотношений. Восход и заход Солнца, промежуток времени между одинаковыми фазами Луны — синодический месяц, повторение положения Солнца на небосводе — тропический год, были несоизмеримы. В зависимости от того, что принималось людьми за основу отсчёта, создавался тот или иной тип календаря.
С древнейших времён задача, связанная с летосчислением, состояла в том, чтобы, во-первых, научиться точно определять момент повтора природного события, а во-вторых, создать систему, которая бы позволяла разбить знаемый промежуток времени на целые составные части и определить такую последовательность их повторения, чтобы получать каждый год точные совпадения с природными явлениями. Также важным моментом был выбор точки отсчёта для летосчисления. Первоначально за неё принималось какое-либо важное событие, произошедшее в жизни той или иной общности людей.

## Различные продолжительности года (в сутках)
- 346,620047 — драконический год, промежуток времени, по истечении которого Солнце возвращается к тому же узлу лунной орбиты.
- 353, 354 или 355 — продолжительность невисокосных лет в некоторых лунно-солнечных календарях.
- 354,37 — лунный год, 12 лунных месяцев; средняя длина года в лунных календарях.
- 365 — невисокосный год во многих солнечных календарях; 31 536 000 с.
- 365,242199 — средний тропический год (усреднённый по всем точкам эклиптики промежуток времени, в течение которого Солнце возвращается в прежнюю позицию относительно эклиптики и земного экватора) на эпоху 2000 года.
- 365,24220 — средний тропический год на эпоху 1900,0.
- 365,24222 — средняя продолжительность года в новоюлианском календаре.
- 3658⁄33 ≈ 365,24242 — средняя продолжительность года в иранском календаре, разработанном Омаром Хайямом.
- 365,2424 — средний интервал между двумя весенними равноденствиями на эпоху 2000 года.
- 365,2425 — средняя продолжительность года в григорианском календаре.
- 3651⁄4 = 365,25 — юлианский год, средняя продолжительность года в юлианском календаре; равен точно 31 557 600 секунд СИ, используется в определении светового года. В юлианских годах выражаются периоды полураспада долгоживущих радионуклидов, а также периоды обращений небесных тел.
- 365,2564 — звёздный (сидерический) год; период обращения Земли вокруг Солнца относительно неподвижных звёзд.
- 365,256898326 — Гауссов год, период обращения по невозмущённой круговой орбите радиусом в 1 астрономическую единицу материальной точки с пренебрежимо малой массой вокруг точечного объекта с массой в 1 массу Солнца.
- 365,259641 — аномалистический год, средний промежуток времени между двумя последовательными прохождениями Земли через перигелий.
- 366 — високосный год во многих солнечных календарях; 31 622 400 с.
- 383, 384 или 385 — продолжительность високосного года в некоторых лунно-солнечных календарях.
- 383,9 — 13 лунных месяцев; високосный год в некоторых лунно-солнечных календарях.

В этих определениях 1 сутки равны 86 400 (24×60×60) с, а секунда является единицей СИ, определённой на основании атомного стандарта, не связанного с какими-либо астрономическими периодами. Это уточнение важно, так как, например, средние солнечные сутки и секунда, определённая через них, не являются постоянными величинами.

## Употребление слова «год»
Иногда (в иностранной научной литературе — часто, в русскоязычной — редко) используются кратные единицы килогод, мегагод, гигагод и т. д. (соответственно тысяча, миллион, миллиард… лет), с числительным употребляются в счётной форме «килоле́т», «мегале́т», «гигале́т» (например: пять мегалет). В русскоязычной литературе использование таких единиц противоречит «Положению о единицах величин, допускаемых к применению в Российской Федерации», в соответствии с которым единица времени год (так же, как и, например, неделя, месяц, век, тысячелетие) не должна применяться с кратными и дольными приставками. Кроме того, используются единицы десятилетие (декада), столетие (век) и тысячелетие. Применение дольных единиц не зафиксировано, кроме единиц «полугодие» и «кварта́л».
Употребление слов год и лет в пределах ста лет:
- в первом десятке лет, до 5 лет: 1 год, 2 года, 3 года, 4 года; от 5 до 10: 5 лет, …, 10 лет;
- во втором десятке лет: 11 лет, 12 лет, …, 20 лет;
- с третьего десятка лет, в первых четырёх годах каждого десятка со словом год, например: 21 год, 22 года, 23 года, 24 года; в остальных годах каждого десятка со словом лет, например: 25 лет, …, 29 лет, 30 лет.

## Символ
Не существует общепринятого символа для обозначения года как единицы времени. Международная система единиц не вводит для него каких-либо обозначений. Стандарты NIST SP811 and ISO 80000-3:2006
используют символ a, полученный сокращением латинского слова annus.
В англоязычной литературе иногда используются аббревиатуры «y» или «yr», особенно в геологии, археологии и палеонтологии, где сокращения «kyr, myr/m.yr/m.y., byr/b.yr/b.y.» (соответственно, тысячи, миллионы и миллиарды лет) и подобные им обозначения иногда неформально применяются для указания длительностей интервалов времени.

### Символa
Стандарты NIST SP811 и ISO 80000-3:2006 предлагают к использованию символ a (хотя a также используется как обозначение единицы площади ар, но контекст употребления обычно позволит легко различить эти величины).
Стандарт США (англ. Unified Code for Units of Measure) устраняет неоднозначность между различными символами, указанными в стандартах ISO 1000, ISO 2955 and ANSI X3.50, путём использования
ar для аров и:
at = 365,24219 суток для среднего тропического года
aj = 365,25 суток для среднего юлианского года
ag = 365,2425 суток для среднего григорианского года
a = 1 aj год (без дальнейшего уточнения)
Определение, принятое совместно Международным союзом теоретической и прикладной химии и Международным союзом геологических наук, рекомендует для употребления annus (сокращение a) для года, определённого как тропический год в 2000 году:
a = 365,24219265 суток = 31556925,445 секунды
Подобная нотация противоречива, так как вступает в конфликт с более ранней договорённостью между геофизиками об использовании a только для выражений «лет назад», а y или yr для периода в один год.

#### Употребление с приставками СИ
Исходя из нижеследующего, могут употребляться альтернативные формы единиц, где сокращается соединительная гласная, например, kilannum, megannum и т. п.:
- ka (килогод kiloannum), равный одной тысяче (103) лет. Обычно используется в геологии, палеонтологии, археологии для эпохи Голоцена и Плейстоцена, где для определения возраста тех или иных объектов используются методы отличные от радиоуглеродного анализа, такие как, например, с использованием ледяных кернов, дендрохронология, уран-ториевое датирование, датирование по сезонной слоистости (англ. Varve). Если возраст определён с помощью радиоуглеродного анализа, тогда он должен быть выражен либо в радиоуглеродных либо в календарных (уточнённых) годах до настоящего времени.

- Ma (мегагод megaannum), единица времени, равная одному миллиону (106) лет. Широко используется в научных дисциплинах, таких как геология, палеонтология и небесная механика для очень продолжительных отрезков времени в прошлом или будущем. Например, тираннозавр был распространён приблизительно 65 Ma (65 миллионов лет) назад. В астрономических приложениях под годом обычно подразумевается юлианский год, в геологии и палеонтологии разные авторы могут иметь в виду различные продолжительности года.

- Ga (гигагод gigaannum), единица времени, равная одному миллиарду (109) лет. Используется в таких науках как физическая космология и геология для обозначения чрезвычайно продолжительных периодов в прошлом. Например, образование Земли произошло приблизительно 4,57 Ga (4,57 миллиарда лет) назад.

- Ta (терагод teraannum), единица времени, равная 1012 годам (один триллион лет). Это колоссальный период времени, приблизительно в 70 раз больше возраста Вселенной, величина порядка продолжительности жизни красного карлика.

- Pa (петагод petaannum), единица времени, равная 1015 лет (один квадриллион лет). Период полураспада кадмия-113 составляет примерно 8 Pa[22]. Этот символ аналогичен символу, используемому для паскалей, однако по контексту обычно не составляет труда отличить один от другого.

- Ea (эксагод exaannum), единица времени, равная 1018 лет (один квинтиллион лет). Период полураспада вольфрама-180 составляет 1,8 Ea[23].

- Za (зеттагод zettaannum), единица времени, равная 1021 лет (один секстиллион лет). Период полураспада теллура-130 составляет около 0,7 Za[24].

- Ya (иоттагод yottaannum), единица времени, равная 1024 лет (один септиллион лет). Период полураспада теллура-128 составляет около 7,7 Ya[25].

## Прочее использование

### Фискальный год
Фискальный (финансовый) год — период для расчёта ежегодных финансовых показателей и формирования финансовой отчётности, используемый в бизнесе и для прочих организаций. Во многих странах существуют законы, обязующие выпускать подобные отчёты каждые двенадцать месяцев. Финансовый год не обязательно совпадает с календарным годом, то есть может начинаться не 1 января и заканчиваться не 31 декабря, однако для множества крупных компаний в США и Великобритании фискальный год идентичен календарному году, как и для России. В разных странах, для разных форм организаций могут существовать различные варианты финансового года. Также фискальный год может применяться к периоду подачи налоговой отчётности. У многих учебных заведений финансовый год заканчивается летом (одновременно с окончанием учебного года). Некоторые медиа-организации как базу для своего финансового года используют вещательный календарь теле-, радиопрограмм и рекламы.

### Учебный год
Учебный год применяется для различных учебных заведений с целью организации цикличного учебного процесса. В течение учебного года длится обучение в одном классе школы, на одном курсе высшего или среднего специального учебного заведения. В большинстве учебных заведений учебный год начинается ранней осенью и заканчивается ранним летом. В учебном году выделяют учебное и каникулярное время. Разделение на учебные годы учитывается при составлении учебных программ.

### В астрономии
«Год» используется не только по отношению к Земле, но и другим объектам Вселенной. Например, период времени, за который Солнечная система совершает один оборот вокруг центра нашей Галактики, называют галактическим годом. Годом называют также сидерический период какого-либо небесного тела, в таких случаях говорят, например, марсианский год, юпитерианский год и т. д.
Световой год — внесистемная единица длины (в отличие от всех остальных единиц измерения указанных здесь), равная расстоянию, проходимому светом за один год.

### Прочее
Существует множество различных явлений, происходящих с годовой периодичностью. Например, разливы рек, цветение растений, ежегодная миграция птиц, проведение тех или иных мероприятий. Для некоторых из них используется слово «сезон», например, спортивный сезон (англ. Season (sports)), сезон в показе телесериалов, театральные сезоны.